# HMS Orion (1787)
HMS Orion (1787) — 74-пушечный линейный корабль третьего ранга. Первый корабль Королевского флота, названный в честь героя античной мифологии Ориона.
Заказан 2 октября 1782. Спущен на воду 1 июня 1787 в Дептфорде. Один из 4 кораблей типа Canada Уильяма Бейтли.

## Служба

### Революционные войны
В 1794 сражался при Первом июня, капитан Джон Дакворт.
В начале 1795 капитаном назначен Джеймс Сумарес. Под его командованием корабль участвовал в разгроме французов у острова Груа 22 июня.
В начале 1797 переведен на Средиземное море, где отличился 14 февраля при мысе Сент-Винсент. Принимал участие в блокаде Кадиса с марта 1797 по апрель 1798, после чего снова послан в Средиземное море в составе самой большой эскадры Нельсона. В августе, по-прежнему в эскадре Нельсона, сражался при Абукире, где капитан Сумарес был ранен.
3 января 1799 в Плимуте, получен приказ вывести корабль в резерв, после 5 лет активной службы.
16 марта 1801 Orion введен в строй, капитан Рейнольдс (англ. R. C. Reynolds). Вместе с HMS Majestic (введенным в строй в тот же день) встал к Джетти-Хед, Плимут. 9 апреля предполагалось вывести и поставить Orion на якорь в Коусэнд-бей (англ. Cawsand Bay), но пришлось отложить выход на два дня, пока не спадет ветер. Корабль вышел в Спитхед на пополнение команды, для ввода в состав эскадры Северного моря.
12 сентября Orion вернулся с патрулирования Рошфора в Коусэнд-бей, затем вышел к берегам Ирландии.
1 ноября Orion, HMS Vengeance and HMS Resolution попали в ветры штормовой силы в бухте у западного берега Ирландии.
1802 капитан Катберт (англ. Cuthbert).
29 декабря 1801 Orion прибыл в Портсмут из Бантри-бей и 7 февраля 1802 вышел на Ямайку с эскадрой контр-адмирала Кэмпбелла (англ. Campbell), флагман HMS Temeraire. Вернулся 24 июня, в течение следующей недели был выведен в резерв и поставлен в Портсмуте.

### Наполеоновские войны
1803 в ремонте в Портсмуте.
1805 капитан Эдвард Кодрингтон, с мая 1805 по декабрь 1806, под Кадисом. В октябре 1805 был при Трафальгаре, где вместе с HMS Ajax взял французский 74-пушечный Intrépide.
1807 капитан сэр А. Диксон (англ. A. C. Dickson), на рейде Даунс.
1808 тот же капитан, Балтика.
17 ноября 1810 на борту состоялся военно-полевой суд. Подсудимый Хенсон Баркер (англ. Henson Barker), фельдшер, обвинялся в вывозе с корабля на берег припасов, предназначенных больным. Уволен со службы.
На следующий день Уильям Фогвелл (англ. William Fogwell), боцман, предстал перед судом за пьянство и беспощадное избиение матроса. Списан с корабля и понижен в звании.
1811 в Спитхеде.
В 1814 году отправлен на слом.